# Кацов Ісаак Абрамович
Ісаак Абрамович Кацов (27 червня 1928, Ржищів — 29 грудня 1988, Київ) — український інженер-транспортник, заслужений працівник транспорту УРСР, перший керівник Дарницького трамвайного депо Києва.

## Життєпис
Народився Ісаак Кацов 27 червня 1928 року в містечку Ржищів в робітничій родині. У 1930 році разом з батьками переїхав до Києва. Під час другої світової війни був в евакуації в Середній Азії де закінчував школу й одночасно працював в колгоспі. Батько Ісаака Абрамовича загинув на війні. Після повернення з евакуації у березні 1945 року поступив на роботу в Трамвайно-тролейбусне управління комендантом гуртожитку. 
У 1946 році був призначений начальником житлово-побутового сектора.
У 1947 році став начальником адміністративно-господарського відділу.
У 1951 році без відриву від виробництва закінчив Київський технікум міського електротранспорту та поступив у Київський політехнічний інститут, який закінчив у 1957 році. Другою вищою освітою було навчання у Вищій економічній школі господарського управління при міськкому Компартії України.
З 1953 по 1958 рік працював інженером служби рухомого складу, а потім технічного відділу.
1 січня 1959 року Ісаак Кацов був призначений першим директором новоствореного Дарницького трамвайного депо. У перші місяці молодий керівник в умовах будівництва, що тривало, розпочав експлуатацію перших 50 вагонів. Він націлював колектив на широке впровадження нової техніки та технологій. У 1961 році він став першим в колишньому СРСР (серед трамвайних депо, в тролейбусних - Володимир Веклич у 1965 році) хто запровадив денний технічний огляд трамваїв з 3-4 денним циклом замість щодобового нічного. 
1963 року у депо одним із перших у СРСР було освоєно обслуговування вагонів Татра Т3, а незабаром і експлуатацію за системою багатьох одиниць (на тролейбусі першим у світовій практиці керування за системою багатьох одиниць застосував Володимир Веклич у 1966 році в київському тролейбусному депо №2).
Під керівництвом Ісаака Кацова вже 1964 року депо фактично стає школою передового досвіду — було збудовано цех з ремонту рухомого складу, цех технічного обслуговування вагонів, адміністративний корпус, технічне обладнання тоді було найсучаснішим. Було створено навчальні класи, влаштвоано спеціальний навчальний вагон. Територія депо, яка ще 1959 року була піщаним пустирем, була засаджена деревами.
1967 року, у рамках відзначення 75-річчя Київського трамваю, саме Дарницьке депо як передове було відвідане фахівцями-транспортниками з інших міст. 
Значним досягненням діяльності Ісаака Кацова було присвоєння 1977 року колективу Дарницького депо звання «зразкового». Тож за неповні три десятиліття керівництва Ісаак Кацов вивів депо у число найкращого в усьому СРСР за багатьма показниками — високий рівень технічного розвитку, швидке освоєння нових технологій, безаварійна їзда та високий рівень культури обслуговування. 
Значним досягненням було здобуття Диплому Ради Міністрів СРСР і Всесоюзної центральної ради професійних спілок. Також колектив було занесено до Книги трудової доблесті на ВДНГ УРСР.
Ісаак Кацов за свої досягнення був нагороджений орденом «Знак Пошани» (згідно Указу Президії Верховної Ради СРСР від 20 грудня 1966 року) та рядом медалей. Мав почесне звання заслуженого працівника Міністерства чорної металургії та машинобудування Чехословаччини.
Впродовж 15 років обирався депутатом Дарницької районної ради, у якій очолював комісію транспорту та зв'язку.
1988 року вийшов на пенсію. Помер 29 грудня 1988 року. Похований у Києві.